# 크리스틴 그리피스
크리스틴 그리피스(Kristin Griffith, 1953년 9월 7일 ~ )는 미국의 배우이다.
오데사에서 태어났다.

## 출연 작품
- 악마는 사라지지 않는다 (2020년) - 에마 역
- Drawing Home (2017)
- 아이 스마일 백 (2015년) - 간호사 폴린 역
- 콜드 인 줄라이 (2014년) - 케이 역
- 리틀 킹 (1993년)
- FBI 기동 타격대 3 (1991년)
- 유럽인들 (1979년)
- 인테리어 (1978년) - 플린 역

### 텔레비전
- 로앤오더 (1995)
- 성범죄수사대: SVU (2001)
- 뉴욕 특수수사대 (2004)
- 서드 워치 (2005)
- 뉴 암스테르담 (2008)
- 석세션 (2018)
- 아카이브 81 (2022)